# Живой мертвец
«Живой мертвец» (англ. «Deadalive») — 15-й эпизод 8-го сезона сериала «Секретные материалы». Премьера состоялась 1 апреля 2001 года на телеканале FOX. Эпизод позволяет более подробно раскрыть так называемую «мифологию сериала», заданную в пилотной серии.
Режиссёр — Тони Уармби, авторы сценария — Крис Картер и Фрэнк Спотниц, приглашённые звёзды — Митч Пиледжи, Джеймс Пикенс-мл., Закари Энсли, Арлен Пиледжи, Шейла Ларкен, Джадсон Скотт, Николас Леа, Том Брэйдвуд, Дин Хэглунд, Брюс Харвуд, Ричард Макгонагл, Нельсон Машита и Ларри Риппенкрюгер.
В США серия получила рейтинг домохозяйств Нильсена, равный 7,3, который означает, что в день выхода серию посмотрели 12,4 миллионов человек.
Главные герои серии — Дана Скалли (Джиллиан Андерсон) и её новый напарник Джон Доггетт (Роберт Патрик) (после похищения Фокса Малдера (Дэвид Духовны) инопланетянами и его последующей смерти), агенты ФБР, расследующие сложно поддающиеся научному объяснению преступления, называемые Секретными материалами.

## Сюжет
Малдер похоронен, но, по указанию Скиннера, его тело извлекают после того, как тело Билли Майлза оживает во время вскрытия. После эксгумации тела Малдера в нём наблюдаются слабые признаки жизни. Тем временем Алекс Крайчек использует наноботов в крови Скиннера как рычаг давления, чтобы тот убил нерожденного ребёнка Скалли. Вскоре Малдер приходит в норму и воссоединяется со Скалли.